# Alphen en Riel
Pour les articles homonymes, voir Alphen et Riel (homonymie).

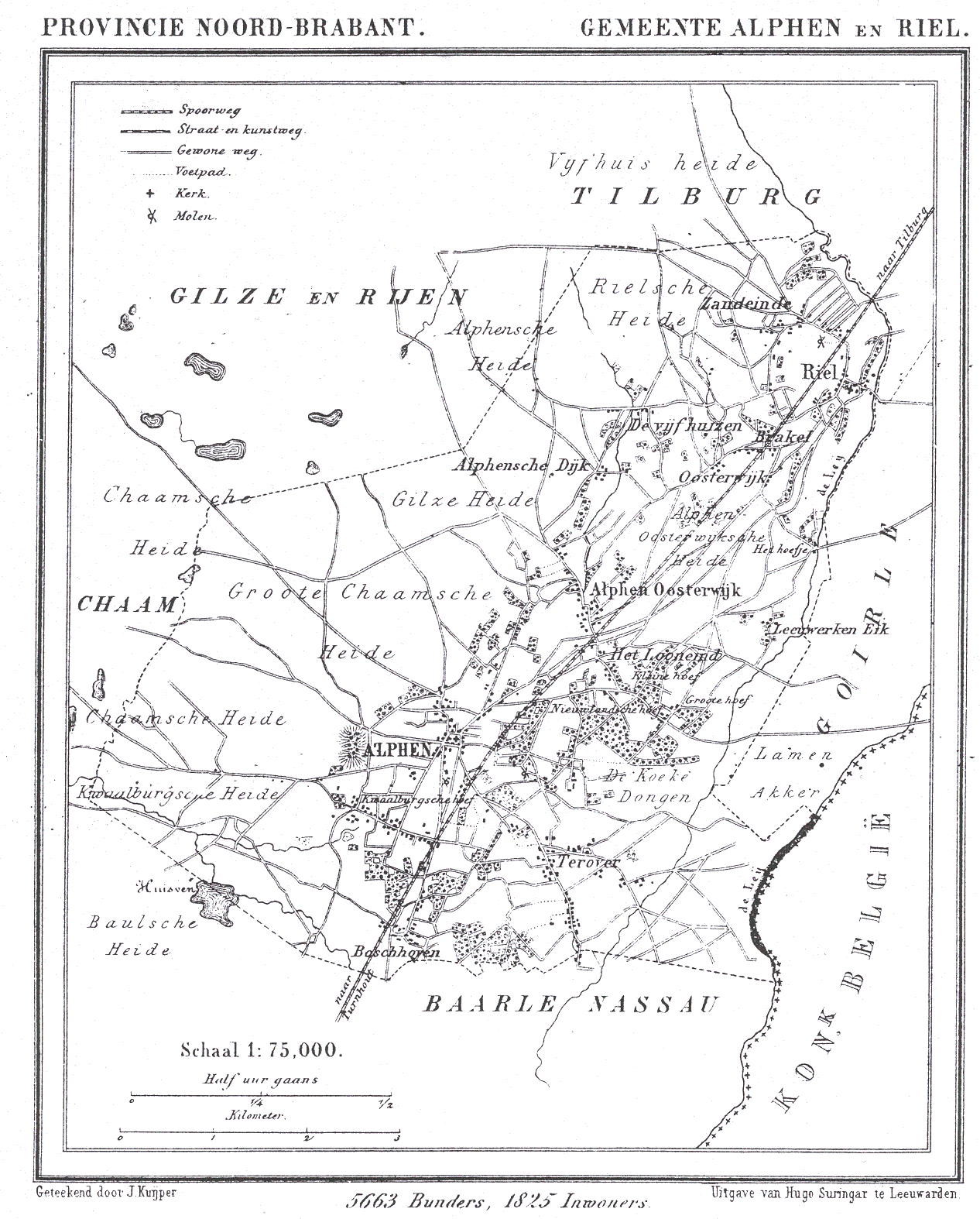
Carte d'Alphen en Riel en 1868

Alphen en Riel est une ancienne commune néerlandaise de la province du Brabant-Septentrional, située dans le centre sud de la province, entre Tilburg et Bréda. La commune touchait la Belgique.
En 1840, Alphen en Riel comptait 271 maisons et 1 791 habitants.
La commune était constituée des villages d'Alphen et de Riel, ainsi que de nombreux hameaux. Une grande partie de la commune était formée de landes, remplacées plus tard par des bois.
La commune a existé jusqu'au 1er janvier 1997. À cette date, Alphen et Riel ont été séparés : Alphen a formé, avec Chaam, la nouvelle commune d'Alphen-Chaam. Quant à Riel, le village a été rattaché à la commune de Goirle.